# Alex Adair
Alex Adair (ur. w 1994) – brytyjski DJ i producent muzyczny pochodzący z West Chiltington. Znany jest z remiksu utworu Eda Sheerana „Thinking Out Loud” oraz własnego singla wydanego w 2015 pt. „Make Me Feel Better”.
Utwór Adaira „Make Me Feel Better” zawiera wokale Marvina Gaye’a i Tammi Terrell z piosenki „Ain’t Nothing Like The Real Thing” z roku 1968.

## Dyskografia

### Single
| Rok  | Singel                | Pozycje na listach przebojów | Pozycje na listach przebojów | Pozycje na listach przebojów | Pozycje na listach przebojów | Pozycje na listach przebojów | Album             |
| Rok  | Singel                | UK                           | UK Dance                     | FRA                          | BEL (FL)                     | SCO                          | Album             |
| ---- | --------------------- | ---------------------------- | ---------------------------- | ---------------------------- | ---------------------------- | ---------------------------- | ----------------- |
| 2015 | „Make Me Feel Better” | 13                           | 2                            | 185                          | 35                           | 11                           | Singel bez albumu |